# Нигерское патриотическое движение
Нигерское патриотическое движение (фр. Mouvement patriotique nigérien) — политическая партия в Нигере, основанная в 2015 году Ибраимом Якубой.

## История
Нигерское патриотическое движение было основано Ибраимом Якубой, который был исключен из Партии за демократию и социализм Нигера в августе 2015 года. Учредительное собрание партии состоялось 8 ноября 2015 года в Ниамее.
На всеобщих выборах 2016 года Нигерское патриотическое движение получило 5 из 171 места в Национальном собрании. Ибраим Якуба баллотировался от партии на президентских выборах 2016 года и был пятым из пятнадцати кандидатов, набрав 4,52 % голосов.
В правительстве, сформированном после избрания президента Махамаду Иссуфу из Партии за демократию и социализм Нигера, партия вошла в правящую коалицию и Ибраим Якуба стал министром иностранных дел, а Сани Кубра — министром связи. В апреле 2018 года партия вышла из коалиции.
Сани Кубра вышел из партии и стал членом Партии за демократию и социализм Нигера в июне 2018 года. Член парламента от партии Аишату Маинассара объявила в апреле 2019 года, что поддерживает президента Иссуфу против новой линии партии, а депутат Абдурахаман Умару сложил с себя полномочия в сентябре 2020 года и вскоре после этого основал свою собственную партию Союз панафриканских патриотов.
В результате парламентских выборов 2020 года партия получила 6 из 171 места в Национальном собрании. Лидер партии Ибраим Якуба баллотировался на президентских выборах 2020 года и был пятым из 30 кандидатов, получив 5,38 % голосов.

## Участие в выборах

### Президентские выборы
| Выборы  | Кандидат     | Голоса  | %         | Голоса  | %       | Результат |
| Выборы  | Кандидат     | 1-й тур | 1-й тур   | 2-й тур | 2-й тур | Результат |
| ------- | ------------ | ------- | --------- | ------- | ------- | --------- |
| 2016    | Ибраим Якуба | 201 982 | 4,34 (#5) | -       | -       | Поражение |
| 2020-21 | Ибраим Якуба | 257 302 | 5,38 (#5) | -       | -       | Поражение |

### Парламентские выборы
| Выборы | Лидер        | Голоса  | %    | Мест     | +/- | Позиция |
| ------ | ------------ | ------- | ---- | -------- | --- | ------- |
| 2016   | Ибраим Якуба | 152 252 | 3,19 | 5 из 113 | ▲ 5 | 6       |
| 2020   | Ибраим Якуба | 187 005 | 3,97 | 6 из 171 | ▲ 1 | ▼ 7     |